# Mosquitto
Mosquitto és un agent de missatges o broker de codi obert (llicència pública Eclipse) que implementa el protocol MQTT (acrònim de Message Queuing Telemetry Transport). El broker Mosquitto proveeix un mètode senzill de manegar missatges emprant el model publicar/subscriure. Mosquitto és adequat per al tipus de missatges d'internet de les coses implementats en sensors i dispositius mòbils com telèfons.

## Característiques
Propietats més importants :
- Mosquitto és de codi obert.
- Fàcil d'instal·lar i desplegar.
- Suporta seguretat TLS per defecte.
- Disposa d'autenticació d'usuaris via nom_usuari/contrasenya, clau compartida o certificat de client TLS.
- Implements ACL (Llista de control d'accés) que permet configurar una llista de noms d'usuari amb accés.